# 箱根山 (映画)
『箱根山』（はこねやま）は、1962年9月15日公開の日本の喜劇映画。原作は朝日新聞に連載されていた獅子文六の同名小説で、監督は川島雄三、社会風刺コメディ映画である。代々仲の悪い、2軒の旅館のお家騒動、そしてリゾート開発の波に巻き込まる箱根を描いた映画である。

## 配役
- 加山雄三 : 勝又乙夫[6]
- 星由里子 : 森川明日子[6]
- 東山千栄子 : 森川里[6]
- 佐野周二: 森川幸右衛門[6]
- 三宅邦子 : 森川きよ子[6]
- 藤原釜足 : 小金井寅吉[6]
- 東野英治郎 : 北条一角[6]
- 有島一郎 : 塚田肇[6]
- 藤木悠 : 川口豪[6]
- 北あけみ : 茗荷屋フミ子[6]
- 小沢栄太郎 : 篤川安之丞[6]
- 藤田進 : 唐崎運輸大臣[6]
- 西村晃 : 怒田重造[6]
- 中村伸郎 : 近藤杉八[6]
- 上田吉二郎 : 大浜銀次[6]
- 田島義文 : 自動車道課長[6]
- 児玉清 : 奥野進[6]
- 浜田寅彦 : 千葉雄次郎[6]
- 佐田豊[6]
- 桐野洋雄 : 高野昭一[6]
- 熊谷二良 : 工藤経信[6]
- 古田俊彦 : 小谷正吉[6]
- 二瓶正典 : 植木俊哉[6]
- 三田照子 : お源[6]
- 塩沢とき : お静[6]
- 井上大助 : 小林孝次郎[6]
- 鈴木和夫[6]
- 丸山謙一郎 : 芦沢正[6]
- 鈴木友輔 : 坪井長介[6]
- 三木敏彦 : 直木義郎[6]
- 瓜生登代子 : 井川京子[6]
- 清水由記[6]
- 紅美恵子[6]
- 芝木優子[6]
- 鈴木治夫[6]
- 新野悟 : 藤間行雄[6]
- 中島善行 : 男の子[6]
- 相原ふさ子 : 女の子[6]
- 記平佳枝[6]
- 宮川澄江 : 明日子の級友[6]
- 山中良子 : 明日子の級友[6]
- 穂高あさみ : 明日子の級友[6]
- 南弘子[6]
- 中島そのみ : ナレーター[6]
- 小池朝雄 : ナレーター[6]
- 森繁久彌 : 大原泰山[6]

## スタッフ
- 監督 ：川島雄三
- 原作 ：獅子文六
- 脚色 ：井手俊郎、川島雄三
- 制作 : 藤本真澄、角田健一郎
- 音楽 ：池野成
- 編集 : 岩下廣一
- 撮影 ：西垣六郎
- 美術 ：浜上兵衛
- チーフ助監督 : 錦織正信[6]
- 助監督 : 木下亮[6]

## 併映作品
- 『夢で逢いましょ』: 佐伯幸三監督